# Dive (Vienne)
Die Dive ist ein Fluss in Frankreich, der im  Département Vienne in der Region Nouvelle-Aquitaine verläuft. Sie entspringt im Gemeindegebiet von Bouresse, entwässert generell Richtung Nordnordost und mündet nach rund 24 Kilometern im Gemeindegebiet von Valdivienne als linker Nebenfluss in die Vienne.

## Orte am Fluss
(Reihenfolge in Fließrichtung)
- Le Fay, Gemeinde Bouresse
- Bouresse
- Verrières
- Lhommaizé
- La Bussière, Gemeinde Lhommaizé
- Morthemer, Gemeinde Valdivienne
- Toulon, Gemeinde Valdivienne